# Coelogyne mossiae
Coelogyne mossiae är en orkidéart som beskrevs av Robert Allen Rolfe.
Coelogyne mossiae ingår i släktet Coelogyne och familjen orkidéer. Inga underarter finns listade i Catalogue of Life.

## Bildgalleri

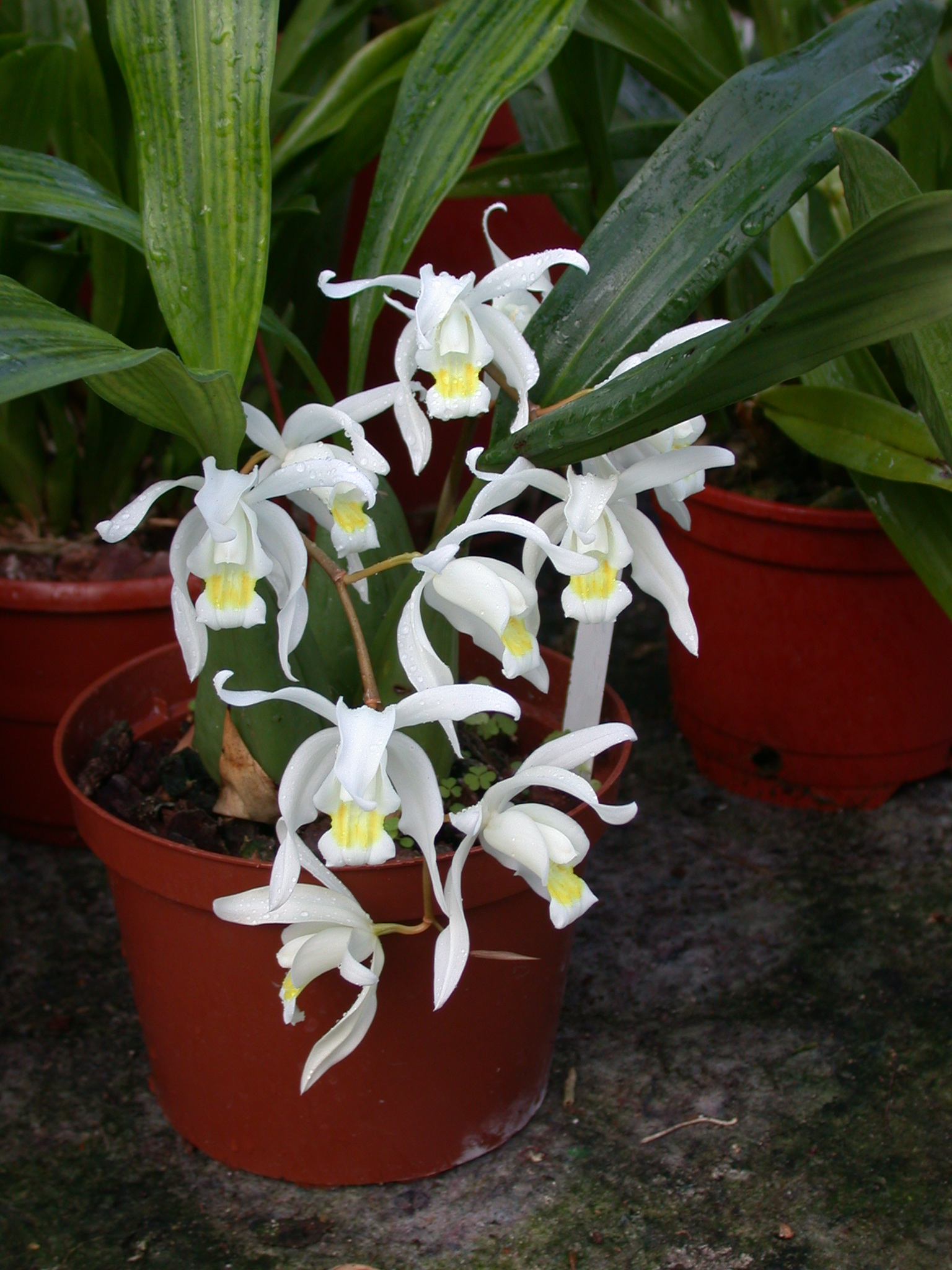